# Командование военно-транспортной авиации
Командование военно-транспортной авиации, бывшая 61-я воздушная армия ВГК (сокр. 61 ВА ВГК) — оперативно-стратегическое объединение Военно-воздушных сил России, военно-транспортная авиация Вооружённых сил России. Сформировано 1 декабря 2009 года на базе 61-й воздушной армии ВГК. Управление командования находится в городе Москва.
Командующий Военно-транспортной авиацией — генерал-лейтенант Владимир Бенедиктов (назначен на должность 7 января 2013 года).

## Описание
Военно-транспортная авиация является средством Верховного Главнокомандующего Вооруженными Силами Российской Федерации. Предназначена для решения стратегических, оперативно-стратегических, оперативных и оперативно-тактических задач на театрах военных действий и стратегических направлениях.
Военная ТА включает в себя Военно-транспортную авиацию (ВТА) и транспортную авиацию в составе других объединений и соединений ВВС (ВКС) России.
Основными задачами военно-транспортной авиации являются: десантирование частей Воздушно-десантных войск из состава оперативных воздушных десантов; доставка вооружения, боеприпасов и материальных средств войскам, действующим в тылу противника; обеспечение манёвра авиационных соединений и частей; перевозка войск, вооружения, боеприпасов и материальных средств; эвакуация раненых и больных, участие в миротворческих операциях.
Последние полвека, помимо собственно ВТА, большинство военных аэродромов (авиационных воинских частей) имеют в штате один-два военно-транспортных самолёта (вертолёта) для экстренной доставки (перевозки) личного состава (так называемые «развозные»).
Решением руководства Минобороны России, также применяется для тушения природных пожаров на территории страны.
До 2011 года существовала также транспортная авиация в составе других объединений и соединений ВВС РФ.
Ранее существовала транспортная авиация и в составе других видов ВС — Военно-морского флота, Ракетных войск стратегического назначения и так далее, однако в 2009—2011 гг. она была передана в состав ВВС.
На начало 2013 года Генштаб утвердил четырёхрядную структуру военно-транспортной авиации:
- лёгкий военно-транспортный самолёт (полезная нагрузка 6 тонн) в настоящий момент представлен Ан-26;
- средний военно-транспортный самолёт (полезная нагрузка 20 тонн) в настоящий момент представлен Ан-12;
- тяжёлый военно-транспортный самолёт (полезная нагрузка 60 тонн) в настоящий момент представлен Ил-76;
- сверхтяжёлый военно-транспортный самолёт (полезная нагрузка жёстко не определена) в настоящий момент представлен Ан-124.

День Военно-транспортной авиации отмечается ежегодно 1 июня.

## Состав
На 2015 год
- 12-я военно-транспортная авиационная дивизия — Тверь (Мигалово): Ан-124, Ан-124-150, Ил-76МД, Ан-22, включающая также:
- 117-й военно-транспортный авиационный полк — Оренбург (Оренбург-2): Ил-76МД, Ан-12
- 708-й военно-транспортный авиационный полк — Таганрог (Центральный): Ил-76МД
- 334-й Берлинский военно-транспортный авиационный полк — Псков (Кресты): Ил-76МД, Ил-78, Ил-76МД-90А
- 144-й авиационный полк самолётов дальнего радиолокационного обнаружения — Иваново (Иваново-Северный): А-50, Ил-76МД
- 8-й военно-транспортный авиационный полк самолётов-заправщиков — Тверь (Мигалово): Ил-76/78, Ан-22, Ан-26, Ан-12.
- 235-й ВТАП (военно-транспортный авиационный полк)
- 566-й Солнечногорский военно-транспортный авиационный полк — Сеща: Ан-124, Ан-124-100[4]
- 600-й транспортный авиационный полк (с 2023) — Улан-Удэ (Восточный)[5]

До конца 2023 года запланировано формирование военно-транспортного авиационного полка на аэродроме Тамбова.
Кроме перечисленных соединений и частей ВТА включает авиационные базы, части и подразделения специальных войск.

## Техника и вооружение
По состоянию на 2009 год включала:
| Тип        | Производство | Назначение                  | Количество | Примечания |
| Самолеты   | Самолеты     | Самолеты                    | Самолеты   | Самолеты   |
| ---------- | ------------ | --------------------------- | ---------- | ---------- |
| Ил-76МД    | СССР         | Военно-транспортный самолёт | 118 ед     |            |
| Ил-76МД-90 | Россия       | Военно-транспортный самолёт | 1 ед       |            |
| Ан-124     | СССР         | Военно-транспортный самолёт | 22 ед      |            |
| Ан-124-150 | Россия       | Военно-транспортный самолёт | 1 ед       |            |
| Ан-12      | СССР         | Военно-транспортный самолёт | 10 ед      |            |
| Ан-22      | СССР         | Военно-транспортный самолёт | 7 ед       |            |
| А-50М      | СССР         | ДРЛО                        | 18 ед      |            |
| А-50У      | Россия       | ДРЛО                        | 2 ед       |            |

## Командующий
- генерал-полковник авиации Ефанов Вячеслав Васильевич (1986—1997)
- генерал-лейтенант Дырдин Вячеслав Александрович (1997—1999)
- генерал-лейтенант Денисов Виктор Фёдорович (1999—2007)
- генерал-лейтенант Качалкин Виктор Тимофеевич (2009—2013)[8]
- генерал-лейтенант Бенедиктов Владимир Валентинович (2013 — н. в.).

## Награды
- Орден Суворова (2020)[9].